# Нормування (фільм, 1944)
Нормування (англ. Rationing) — американська кінокомедія режисера Вілліса Голдбека 1944 року.

## У ролях
- Воллес Бірі — Бен Бартон
- Марджорі Майн — Іріс Таттл
- Дональд Мік — Вілфред Бал
- Дороті Морріс — Дороті Таттл
- Говард Фрімен — Кеш Ріддл
- Конні Гілкрайст — місіс Портер
- Томмі Баттен — Ленс Бартон
- Глорія Діксон — Міс МакКью
- Генрі О'Нілл — сенатор Едвард А. Вайт
- Річард Голл — Тедді